# Pałac w Brodnicy
Pałac w Brodnicy – zabytkowy pałac we wsi Brodnica w województwie wielkopolskim.

## Historia

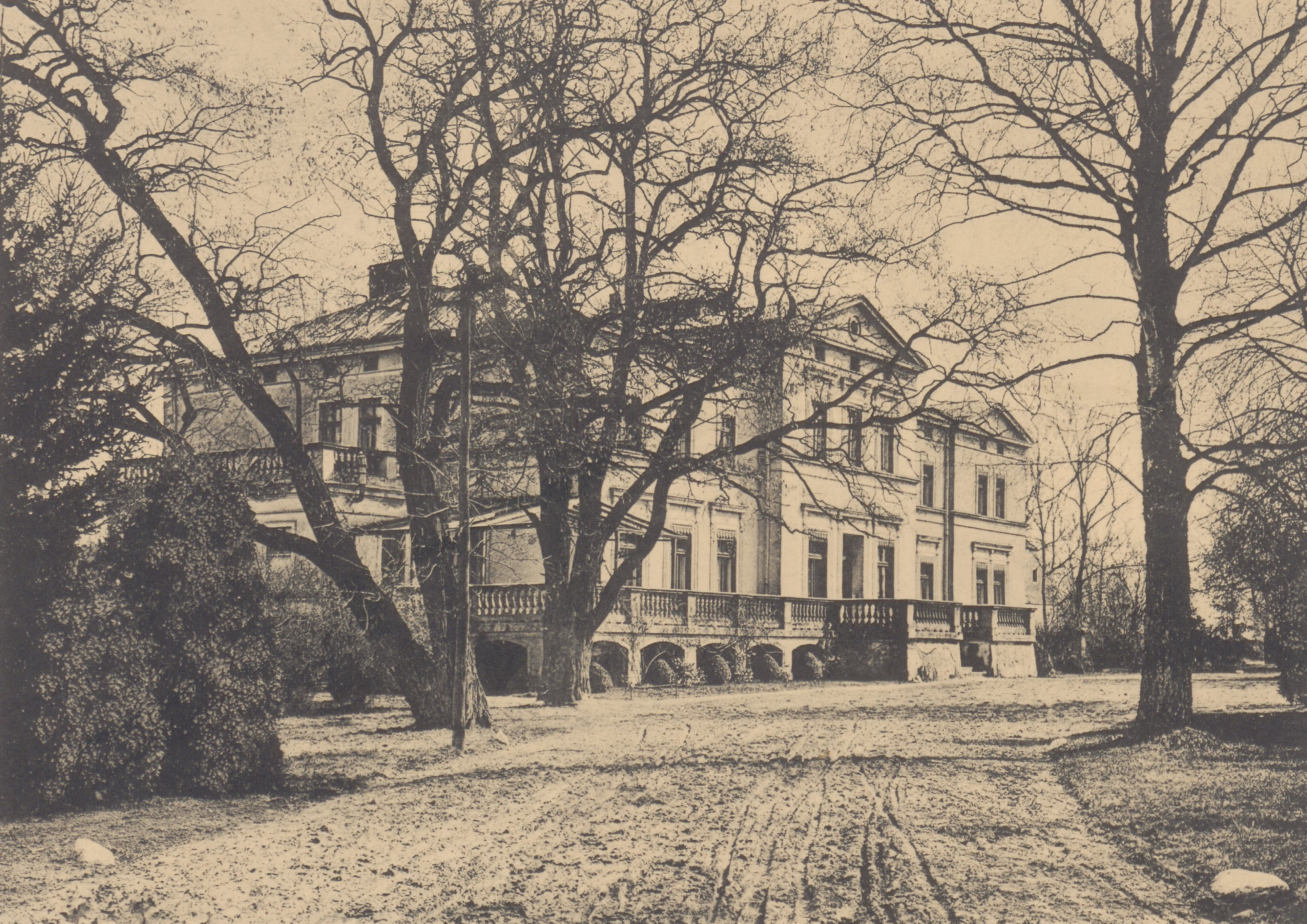
Widok pałacu przed 1912

Pałac w Brodnicy zbudowany w stylu eklektycznym przez Antoninę Chłapowską, wnuczkę generała Dezyderego Chłapowskiego w 1890 roku. Jest to piętrowa budowla wzniesiona na planie prostokąta. W elewacji frontowej i ogrodowej posiada ryzality zwieńczone trójkątnie. Od strony parku na poziomie parteru znajduje się taras otoczony balustradą. Całość otoczona parkiem krajobrazowym. 
Ostatnimi właścicielami przed reformą rolną byli Kazimierz Mańkowski i jego żona Zofia, wnuczka Anny Działyńskiej z Kórnika. Obecnie właścicielem jest ich syn, który wykupił pałac od Skarbu Państwa i urządził w nim hotel.